# Worimi
Worimi är ett utdött australiskt språk. Worimi talades i Nya Sydwales. Worimi tillhörde de pama-nyunganska språken.